# Radomir Antić
Radomir Antić - em sérvio, Радомир Антић (Žitište, 22 de novembro de 1948 – Madrid, 6 de abril de 2020) foi um treinador e futebolista sérvio que atuava como zagueiro.

## Carreira

### Jogador
Antić jogou por dezessete anos, entre 1967 e 1984, oito deles dedicados ao Partizan. Mas só em seu último ano no time de Belgrado, 1976, pôde saborear a conquista do campeonato iugoslavo. Dali passou dois anos na Turquia, jogando no Fenerbahçe, onde foi campeão turco em 1978. Pela Seleção Iugoslava, fizera em 1973 sua única partida.
Após a conquista, foi contratado pelo Real Zaragoza, time espanhol treinado por seu compatriota Vujadin Boškov. Foi um dos primeiros iugoslavos a atuar no Reino Unido, sendo contratado pela equipe inglesa do Luton Town em 1980. O defensor se aposentadoria no Luton em 1984, um ano após ser herói do time na luta contra o rebaixamento à segunda divisão: o gol salvador foi marcado por ele no final de um confronto direto contra o Manchester City, que acabou sendo o rebaixado.

### Treinador
Antić começou a carreira de técnico em 1988, em seu ex-clube do Real Zaragoza. Três anos depois, era técnico do Real Madrid. Para o Real trouxe seu compatriota Robert Prosinečki e o jovem Luis Enrique. Acabou saindo em 1992, sem títulos. Passou os três anos seguintes em seu terceiro Real, o de Oviedo, até voltar à capital espanhola, desta vez como técnico do rival Atlético de Madrid.
Nos colchoneros teve sucesso imediato: em sua primeira temporada, o clube conquistou a Copa do Rei e o campeonato espanhol. Com moral, trouxe para o clube contratações de sucesso como Christian Vieri, Diego Simeone e Juninho. Teria também sondado com Ronaldo antes do Fenômeno assinar com o Barcelona.
Antić foi despedido ao final da temporada 1997/98, tendo ainda curtas passagens em 1999 e 2000. Nesta, os rojiblancos acabaram rebaixados. Antić voltou ao Real Oviedo e chegou a ser técnico do Barcelona em 2003: isso fez dele o primeiro e único treinador a comandar os três grandes clubes do país. Ele também já era um dos dois únicos a ter comandado os rivais Real e Atlético.
Em 2008, quatro anos após sua última experiência como técnico, no Celta de Vigo, foi chamado para treinar a Seleção Sérvia.
Em 2013 foi substituído pelo técnico brasileiro Cuca no comando do Shandong Luneng.

## Morte
Antić morreu no dia 6 de abril de 2020 em Madrid, aos 71 anos.

## Títulos

### Como jogador
Partizan
- Campeonato Iugoslavo: 1975-76

### Como treinador
Partizan
- Campeonato Iugoslavo: 1985-86, 1986-87

Atlético de Madrid
- La Liga: 1995-96
- Copa del Rey: 1995-96